# Albert Thierfelder
Albert Thierfelder (Mühlhausen, 30 d'abril de 1846 - ?) fou un compositor alemany. Estudià en el Conservatori i la Universitat de Leipzig, doctorant-se en aquesta amb una Memòria sobre el cant dels salms i dels himnes anteriors a sant Ambròs. El 1870 fou nomenat director de música a Elbing, després a Brandenburg i el 1888 succeí en Kretschmer com a director de música de la universitat de Rostock. També es va ocupar de la història de la música antiga, havent intentat donar una nova interpretació a la música instrumental grega.
Compongué les òperes:
- Die Junfrau vom königsee (1877);
- Der Trentajäger (1883);
- Almanzor (1884);
- Florentina (1896);
- Der Heiratsscherin (1898).

També va compondre les obres corals: Edelweis, Frau Holder (1902); Kaiser Max und seine Jünger (1903); dues simfonies, música de cambra, quartets per a veus d'homes i veus mixtes, peces per a piano o lieder, així com arranjaments de música antiga grega.